# Villers-Écalles

Villers-Écalles este o comună în departamentul Seine-Maritime, Franța. În 1 ianuarie 2022 avea o populație de 1.716 de locuitori.